# Liste der Einträge im National Register of Historic Places im Eastland County
Die Liste der Registered Historic Places im Eastland County führt alle Bauwerke und historischen Stätten im texanischen Eastland County auf, die in das National Register of Historic Places aufgenommen wurden.

## Aktuelle Einträge
| Lfd. Nr. | Name im NRHP            | Bild | Datum der Eintragung | Adresse/Lage                                                                   | Ort   | NRHP-ID  | Beschreibung |
| -------- | ----------------------- | ---- | -------------------- | ------------------------------------------------------------------------------ | ----- | -------- | ------------ |
| 1        | Cisco Historic District |      | 20. Nov. 1984        | Roughly bounded by Conrad Hilton Ave., W. 3rd St., Ave. K, W. 8th and 9th Sts. | Cisco | 84000334 |              |
| 2        | Mobley Hotel            |      | 13. Mai 1981         | 4th St. and Conrad Hilton Ave.                                                 | Cisco | 81000628 |              |